# Lucrecia (Artemisia Gentileschi, Milán)
Lucrecia es una pintura de la artista barroca italiana Artemisia Gentileschi. Describe a Lucrecia, la esposa del cónsul y general romano Lucio Tarquinio Colatino, en el momento de su suicidio, tras haber sufrido una violación, hecho que precipitará el fin de la monarquía en la antigua Roma. Es una de las numerosas pinturas de Gentileschi centradas en mujeres virtuosas maltratadas por hombres.
La pintura data de entre 1623 y 1625. Actualmente se encuentra en la colección de Gerolamo Etro, en Milán. Gentileschi también pintó otro lienzo con el mismo tema, mucho más tarde en su carrera; esta pintura se conserva en el Neues Palais, Potsdam.

## Descripción

### Tema
Lucrecia es una heroína antigua romana, conocida por su belleza y modestia. Según la leyenda documentada por Tito Livio en su Historia de Roma, fue aclamada por su marido Lucio Tarquinio Colatino como una mujer muy virtuosa. Fue violada por el noble Sexto Tarquinio, un pariente de su marido, que amenazó con asesinarla y luego humillarla públicamente si se resistía. Dado el riesgo de difamación, cedió pero después informó del ataque a su marido y a su padre antes de quitarse la vida. Así, retuvo su honor y virtud (según las creencias romanas). Su suicidio dio inicio a una rebelión que derrocó la monarquía etrusca y marcó el inicio de la República Romana.

### Interpretación
La obra representa a Lucrecia sola en camisa en la alcoba oscurecida, sentada en la cama, mirando hacia arriba con expresión afligida. La figura está orientada a la derecha y fuertemente iluminada desde la izquierda, destacando su rostro, pecho expuesto y pierna derecha, así como la hoja del puñal. Tanto la ropa de cama de terciopelo rojo como la prenda que viste están desordenadas, en alusión al reciente acto de violencia. Con un físico rotundo y realista, coge su pecho izquierdo con su mano derecha, sosteniendo el puñal con la otra. Las representaciones renacentistas y barrocas de Lucrecia por parte de artistas masculinos a menudo la retrataban de manera idealizada y erótica, mientras el trabajo de Gentileschi se distingue por describir a una mujer valiente, angustiada.

### Composición
Una restauración de la pintura emprendida en 1991, identificó una significativa sobrepintura. Unos cuantos años más tarde, las tiras de lienzo en los bordes añadidas a finales del siglo XVIII para agrandar la pintura fueron retiradas en un intento de restaurarla a su condición original. Sin embargo, algunos debaten que las piezas eran originales, considerando que la pintura parece desequilibrada en su forma actual.

## La violación y juicio de Artemisia Gentileschi
En mayo de 1611 a la edad de 17 años, Artemisia Gentileschi fue violada por Agostino Tassi, un amigo de 31 años y colega de su padre, Orazio Gentileschi. Tassi prometió matrimonio tras la violación, lo que habría ahorrado a Artemisia la vergüenza de ser considerada "impura" según los estándares de la época. Sin embargo, incumplió su promesa y la familia Gentileschi lo llevó a los tribunales, acusándole de violación y otros delitos contra la familia. 
Durante el juicio, Artemisia fue sometida a tortura como parte de su testimonio para comprobar que decía la verdad. Anillos de metal fueron colocados alrededor de sus dedos y apretados mientras hablaba, causándole un dolor atroz y pudiendo haberle provocado lesiones que habrían acabado con su floreciente carrera en la pintura. Tassi, por otro lado, no fue requerido para experimentar un trato similar y aunque finalmente fue condenado y desterrado, la sentencia no fue aplicada. Como Lucrecia, Artemisia Gentileschi hizo dolorosos sacrificios para mantener su honor y virtud. Mientras algunos estudiosos creen que Artemisia habría utilizado su experiencia propia para describir la angustia en el rostro de la protagonista (posiblemente represente un autorretrato), otros observan una mujer que, como Artemisia, estaba decidida a elegir su propio destino.

## Influencia de Caravaggio
Artemisia Gentileschi es reconocida entre los seguidores más dotados de Caravaggio. Su estilo se caracteriza por la yuxtaposición de luces y sombras extremas, plasmando un potente claroscuro denominado tenebrismo. En esta obra, Gentileschi claramente emplea este método al contrastar una brillante, casi resplandeciente Lucrecia contra un entorno oscuro y en penumbra. Este estilo crea un tono sombrío que aumenta el dramatismo de la escena. La luz centrada en Lucrecia probablemente también simboliza su virtud y pureza. Garrard observa un regreso a este estilo caravaganesco coincidente con su regreso a Roma de sus años en Florencia, donde había adoptado un estilo manierista.

## Procedencia
La pintura se encontraba en la colección de Pietro Gentile en 1640–1641, colgando en el Palazzo Gentile en Génova junto a su Cleopatra. Permaneció en la colección familiar de los Gentile hasta principios del siglo XIX, momento en que consta en la colección Adorno. Pasó a la colección de Piero Pagano en la década de 1980, de quien fue comprado en 2001 por el dueño actual.